# 2021年のアメリカンリーグチャンピオンシップシリーズ
2021年の野球において、メジャーリーグベースボール（MLB）のポストシーズンは10月5日に開幕した。アメリカンリーグの第52回リーグチャンピオンシップシリーズ（英語: 52nd American League Championship Series、以下「リーグ優勝決定戦」と表記）は、15日から22日にかけて計6試合が開催された。その結果、ヒューストン・アストロズ（西地区）がボストン・レッドソックス（東地区）を4勝2敗で下し、2年ぶり4回目のリーグ優勝およびワールドシリーズ進出を果たした。
アストロズは、2017年から続くリーグ優勝決定戦への連続出場を5に伸ばした。これは史上3球団目である。両球団がポストシーズンで対戦するのは2018年のリーグ優勝決定戦以来3年ぶり3度目で、これはアストロズ5年連続出場の2年目にあたる。前回対戦はレッドソックスが4勝1敗で制したが、今シリーズは逆にアストロズが勝利した。シリーズMVPには、優勝を決めた第6戦で先制・決勝の適時二塁打を含む3長打を放つなど、6試合で打率.522・1本塁打・6打点・OPS 1.408という成績を残したアストロズのヨルダン・アルバレスが選出された。しかしアストロズは、ワールドシリーズではナショナルリーグ王者アトランタ・ブレーブスに2勝4敗で敗れ、4年ぶり2度目の優勝を逃した。
2021年、MLB機構が非銀行系住宅ローン会社のローンデポと契約を締結し、同社はこの年から5年間リーグ優勝決定戦の冠スポンサーとなった。これにより、大会名はアメリカンリーグチャンピオンシップシリーズ presented by ローンデポ（英語: American League Championship Series presented by loanDepot）となる。

## 両チームの2021年
10月11日にまずレッドソックス（東地区2位＝第1ワイルドカード）が、そして12日にはアストロズ（西地区優勝）が、それぞれ地区シリーズ突破を決めてリーグ優勝決定戦へ駒を進めた。
レッドソックスは2020年は地区最下位に沈んだが、編成本部長チェイム・ブルームがロースター構築の方針として "持続可能性" を掲げたため、オフの補強はFAの契約条件を期間2年以内かつ総額1400万ドル以内にとどめるなど、小さな動きに終止した。2021年は開幕8戦目で単独地区首位に浮上し、そこからタンパベイ・レイズと首位争いを展開、前半戦終了時には55勝36敗でレイズに1.5ゲーム差をつけた。だが、7月30日からのレイズとの直接対決3連戦に全敗し首位を明け渡すと、8月中旬には一時ワイルドカード争いでもポストシーズン進出圏外の3位に転落、27日から9月12日にかけて計12選手が新型コロナウイルス感染症（COVID-19）に罹患するなど、後半戦は一転して苦境に立たされた。その後は復調して同地区のニューヨーク・ヤンキースやトロント・ブルージェイズ、西地区のシアトル・マリナーズとワイルドカード2枠を争い、レギュラーシーズン最終日の10月3日に第1ワイルドカードの座を獲得した。平均得点5.12はリーグ4位、防御率4.27はリーグ7位。打線はJ.D.マルティネスやラファエル・デバース、ザンダー・ボガーツら強打者を中軸に並べ、投手陣の調子が安定しないのを補ってチームを牽引した。ワイルドカードゲームではヤンキースを6－2で下し、地区シリーズではレイズに3勝1敗で勝利と、ポストシーズンでは同地区球団を相次いで下した。
アストロズはエースのジャスティン・バーランダーをトミー・ジョン手術で、正中堅手ジョージ・スプリンガーをFA移籍で失ってシーズン開幕を迎えた。しかもこの年は、シーズンを通して敵地でブーイングを浴び続けた。というのも、2017年・2018年に電子機器を用いた不正な方法でサイン盗みをしていたことが2019年のワールドシリーズ敗退後に発覚し、2020年はCOVID-19の影響で全試合無観客開催だったため、2021年が不正発覚後に観客の前で試合をする初のシーズンだったからである。それでもアストロズは勝ち星を積み重ねた。序盤はオークランド・アスレチックスに先行を許したものの、6月13日からの11連勝で逆転して地区首位に立ち、前半戦終了時には55勝36敗で2位に3.5ゲーム差をつけた。得点数と打率でリーグトップの強力打線がチームを牽引した。後半戦に入ってもアスレチックスやマリナーズを寄せ付けず、9月30日に2年ぶりの地区優勝を決めた。平均得点5.33はリーグ最高、防御率3.78はリーグ4位。打線はOPSリーグ上位20人中5人を擁する層の厚さで得点を奪い、投手陣もバーランダーを欠きながら先発ローテーションの陣容をほぼ固定し多くのイニングを消化していった。チームはカルロス・コレアを中心に団結し、激しい憎悪を向けられた敵地でも44勝37敗と勝ち越した。地区シリーズではシカゴ・ホワイトソックスを3勝1敗で下した。
リーグ優勝決定戦の第1・2・6・7戦を本拠地で開催できる "ホームフィールド・アドバンテージ" は、地区優勝球団どうしが対戦する場合はレギュラーシーズンの勝率がより高いほうの球団に、地区優勝球団とワイルドカード球団が対戦する場合は地区優勝球団に与えられる。したがって今シリーズでは、アストロズがアドバンテージを得る。この年のレギュラーシーズンでは両球団は7試合対戦し、アストロズが5勝2敗と勝ち越していた。

## ロースター
両チームの出場選手登録（ロースター）は以下の通り。
- 名前の横の★はこの年のオールスターゲームに選出された選手を、＃はレギュラーシーズン開幕後に入団した選手を示す。
- 年齢は今シリーズ開幕時点でのもの。

| ボストン・レッドソックス | ボストン・レッドソックス | ボストン・レッドソックス | ボストン・レッドソックス     | ボストン・レッドソックス | ボストン・レッドソックス | ボストン・レッドソックス | ヒューストン・アストロズ | ヒューストン・アストロズ | ヒューストン・アストロズ | ヒューストン・アストロズ   | ヒューストン・アストロズ | ヒューストン・アストロズ | ヒューストン・アストロズ |
| 守備位置                 | 背番号                   | 出身                     | 選手                         | 投                       | 打                       | 年齢                     | 守備位置                 | 背番号                   | 出身                     | 選手                       | 投                       | 打                       | 年齢                     |
| ------------------------ | ------------------------ | ------------------------ | ---------------------------- | ------------------------ | ------------------------ | ------------------------ | ------------------------ | ------------------------ | ------------------------ | -------------------------- | ------------------------ | ------------------------ | ------------------------ |
| 投手                     | 70                       | アメリカ合衆国の旗       | ライアン・ブレイジア         | 右                       | 右                       | 34                       | 投手                     | 77                       | ベネズエラの旗           | ルイス・ガルシア           | 右                       | 右                       | 24                       |
| 投手                     | 17                       | アメリカ合衆国の旗       | ネイサン・イオバルディ★      | 右                       | 右                       | 31                       | 投手                     | 93                       | ドミニカ共和国の旗       | イーミ・ガルシア＃         | 右                       | 右                       | 31                       |
| 投手                     | 63                       | ベネズエラの旗           | ダーウィンゾン・ヘルナンデス | 左                       | 左                       | 24                       | 投手                     | 31                       | アメリカ合衆国の旗       | ケンドール・グレーブマン＃ | 右                       | 右                       | 30                       |
| 投手                     | 89                       | アメリカ合衆国の旗       | タナー・ハウク               | 右                       | 右                       | 25                       | 投手                     | 21                       | アメリカ合衆国の旗       | ザック・グレインキー       | 右                       | 右                       | 37                       |
| 投手                     | 0                        | アメリカ合衆国の旗       | アダム・オッタビーノ         | 右                       | 両                       | 35                       | 投手                     | 53                       | ドミニカ共和国の旗       | クリスチャン・ハビエル     | 右                       | 右                       | 24                       |
| 投手                     | 54                       | ベネズエラの旗           | マーティン・ペレス           | 左                       | 左                       | 30                       | 投手                     | 88                       | アメリカ合衆国の旗       | フィル・メイトン＃         | 右                       | 右                       | 28                       |
| 投手                     | 37                       | カナダの旗               | ニック・ピベッタ             | 右                       | 右                       | 28                       | 投手                     | 17                       | アメリカ合衆国の旗       | ジェイク・オドリッジ       | 右                       | 右                       | 31                       |
| 投手                     | 56                       | ドミニカ共和国の旗       | ハンセル・ロブレス＃         | 右                       | 右                       | 31                       | 投手                     | 55                       | アメリカ合衆国の旗       | ライアン・プレスリー★      | 右                       | 右                       | 32                       |
| 投手                     | 57                       | ベネズエラの旗           | エドゥアルド・ロドリゲス     | 左                       | 左                       | 28                       | 投手                     | 58                       | アメリカ合衆国の旗       | ブルックス・ラリー         | 左                       | 左                       | 33                       |
| 投手                     | 41                       | アメリカ合衆国の旗       | クリス・セール               | 左                       | 左                       | 32                       | 投手                     | 45                       | アメリカ合衆国の旗       | ライン・スタネック         | 右                       | 右                       | 30                       |
| 投手                     | 19                       | 日本の旗                 | 澤村拓一                     | 右                       | 右                       | 33                       | 投手                     | 62                       | アメリカ合衆国の旗       | ブレイク・テイラー         | 左                       | 左                       | 26                       |
| 投手                     | 38                       | アメリカ合衆国の旗       | ジョシュ・テイラー           | 左                       | 左                       | 28                       | 投手                     | 65                       | メキシコの旗             | ホセ・ウルキディ           | 右                       | 右                       | 26                       |
| 投手                     | 72                       | アメリカ合衆国の旗       | ギャレット・ウィットロック   | 右                       | 右                       | 25                       | 投手                     | 59                       | ドミニカ共和国の旗       | フランバー・バルデス       | 左                       | 左                       | 27                       |
| 捕手                     | 25                       | アメリカ合衆国の旗       | ケビン・プラウェッキー       | 右                       | 右                       | 30                       | 捕手                     | 18                       | アメリカ合衆国の旗       | ジェイソン・カストロ       | 右                       | 左                       | 34                       |
| 捕手                     | 7                        | プエルトリコの旗         | クリスチャン・バスケス       | 右                       | 右                       | 31                       | 捕手                     | 15                       | プエルトリコの旗         | マーティン・マルドナード   | 右                       | 右                       | 35                       |
| 内野手                   | 39                       | アメリカ合衆国の旗       | クリスチャン・アローヨ       | 右                       | 右                       | 26                       | 内野手                   | 27                       | ベネズエラの旗           | ホセ・アルトゥーベ★        | 右                       | 右                       | 31                       |
| 内野手                   | 2                        | アルバの旗               | ザンダー・ボガーツ★          | 右                       | 右                       | 29                       | 内野手                   | 2                        | アメリカ合衆国の旗       | アレックス・ブレグマン     | 右                       | 右                       | 27                       |
| 内野手                   | 29                       | アメリカ合衆国の旗       | ボビー・ダルベック           | 右                       | 右                       | 26                       | 内野手                   | 1                        | プエルトリコの旗         | カルロス・コレア★          | 右                       | 右                       | 27                       |
| 内野手                   | 11                       | ドミニカ共和国の旗       | ラファエル・デバース★        | 右                       | 左                       | 24                       | 内野手                   | 16                       | キューバの旗             | アレドミス・ディアス       | 右                       | 右                       | 31                       |
| 内野手                   | 23                       | アメリカ合衆国の旗       | トラビス・ショウ＃           | 右                       | 左                       | 31                       | 内野手                   | 10                       | キューバの旗             | ユリ・グリエル             | 右                       | 右                       | 37                       |
| 外野手                   | 5                        | プエルトリコの旗         | エンリケ・ヘルナンデス       | 右                       | 右                       | 30                       | 外野手                   | 44                       | キューバの旗             | ヨルダン・アルバレス       | 右                       | 左                       | 24                       |
| 外野手                   | 28                       | アメリカ合衆国の旗       | J.D.マルティネス★            | 右                       | 右                       | 34                       | 外野手                   | 23                       | アメリカ合衆国の旗       | マイケル・ブラントリー★    | 左                       | 左                       | 34                       |
| 外野手                   | 10                       | アメリカ合衆国の旗       | ハンター・レンフロー         | 右                       | 右                       | 29                       | 外野手                   | 20                       | アメリカ合衆国の旗       | チャズ・マコーミック       | 左                       | 右                       | 26                       |
| 外野手                   | 22                       | ドミニカ共和国の旗       | ダニー・サンタナ             | 右                       | 両                       | 30                       | 外野手                   | 6                        | アメリカ合衆国の旗       | ジェイク・マイヤーズ       | 左                       | 右                       | 25                       |
| 外野手                   | 18                       | アメリカ合衆国の旗       | カイル・シュワーバー★＃      | 右                       | 左                       | 28                       | 外野手                   | 26                       | ドミニカ共和国の旗       | ホセ・シリ                 | 右                       | 右                       | 26                       |
| 外野手                   | 99                       | アメリカ合衆国の旗       | アレックス・ベルドゥーゴ     | 左                       | 左                       | 25                       | 外野手                   | 30                       | アメリカ合衆国の旗       | カイル・タッカー           | 右                       | 左                       | 24                       |

レッドソックスは地区シリーズのロースターから救援投手を左右1枠ずつ入れ替え、右投手はマット・バーンズから澤村拓一へ、左投手はオースティン・デービスからダーウィンゾン・ヘルナンデスへ、それぞれ変更した。地区シリーズでは、バーンズは第2戦の9回裏1.0イニングを無失点で締め、デービスは第3戦の7回表二死から登板して1打者を打ち取った。澤村とD・ヘルナンデスはワイルドカードゲームでもロースター漏れしており、これが今ポストシーズン3ラウンド目で初のロースター入りである。澤村はゴロを打たせる能力が、D・ヘルナンデスは対右打者の成績が、それぞれバーンズとデービスよりも良く、右の強打者を複数抱え出塁率の高いアストロズ打線に対し好相性と考えられる。
アストロズは地区シリーズのロースターから先発投手のランス・マッカラーズ・ジュニアと捕手のギャレット・スタッブスを外し、いずれも投手のジェイク・オドリッジとブレイク・テイラーを加えた。マッカラーズはチームのエースであり、地区シリーズ初戦でも6.2イニング無失点で勝利投手となった。しかしそこから中4日の第4戦先発時に右腕を痛め、4回終了をもって降板した。MRI検査の結果では構造的損傷こそみられなかったものの、円回内筋の張りでボールを投げられる状態にはないという。マッカラーズの欠場により、新たにロースター入りしたオドリッジは、ザック・グレインキーとともに第4戦の先発候補となる。スタッブスは地区シリーズでの出場機会はなかった。

## 開幕前の予想
ESPNが自社の記者13人にどちらがシリーズを制するか予想させたところ、アストロズ勝利予想が8人に対しレッドソックス勝利予想が5人という結果となった。CBSスポーツも同様の企画を記者4人で実施し、こちらでは4人全員がアストロズを支持した。『スポーツ・イラストレイテッド』の企画では、記者6人のうちレッドソックス支持はふたりにとどまり、残りの4人はアストロズ勝利と予想した。

## 試合結果
2021年のアメリカンリーグ優勝決定戦は10月15日に開幕し、途中に移動日を挟んで8日間で6試合が行われた。日程・結果は以下の通り。
| 日付                                                    | 試合  | ビジター球団（先攻）     | スコア | ホーム球団（後攻）       | 開催球場               | 開催球場                                   |
| ------------------------------------------------------- | ----- | ------------------------ | ------ | ------------------------ | ---------------------- | ------------------------------------------ |
| 10月15日（金）                                          | 第1戦 | ボストン・レッドソックス | 4－5   | ヒューストン・アストロズ | ミニッツメイド・パーク | フェンウェイ・パークミニッツメイド・パーク |
| 10月16日（土）                                          | 第2戦 | ボストン・レッドソックス | 9－5   | ヒューストン・アストロズ | ミニッツメイド・パーク | フェンウェイ・パークミニッツメイド・パーク |
| 10月17日（日）                                          |       | 移動日                   | 移動日 | 移動日                   |                        | フェンウェイ・パークミニッツメイド・パーク |
| 10月18日（月）                                          | 第3戦 | ヒューストン・アストロズ | 3－12  | ボストン・レッドソックス | フェンウェイ・パーク   | フェンウェイ・パークミニッツメイド・パーク |
| 10月19日（火）                                          | 第4戦 | ヒューストン・アストロズ | 9－2   | ボストン・レッドソックス | フェンウェイ・パーク   | フェンウェイ・パークミニッツメイド・パーク |
| 10月20日（水）                                          | 第5戦 | ヒューストン・アストロズ | 9－1   | ボストン・レッドソックス | フェンウェイ・パーク   | フェンウェイ・パークミニッツメイド・パーク |
| 10月21日（木）                                          |       | 移動日                   | 移動日 | 移動日                   |                        | フェンウェイ・パークミニッツメイド・パーク |
| 10月22日（金）                                          | 第6戦 | ボストン・レッドソックス | 0－5   | ヒューストン・アストロズ | ミニッツメイド・パーク | フェンウェイ・パークミニッツメイド・パーク |
| 優勝：ヒューストン・アストロズ（4勝2敗 / 2年ぶり4度目） |       |                          |        |                          |                        | フェンウェイ・パークミニッツメイド・パーク |

### 第1戦 10月15日
- ミニッツメイド・パーク（テキサス州ヒューストン）

|                          | 1 | 2 | 3 | 4 | 5 | 6 | 7 | 8 | 9 | R | H  | E |
| ------------------------ | - | - | - | - | - | - | - | - | - | - | -- | - |
| ボストン・レッドソックス | 0 | 0 | 3 | 0 | 0 | 0 | 0 | 0 | 1 | 4 | 10 | 0 |
| ヒューストン・アストロズ | 1 | 0 | 0 | 0 | 0 | 2 | 1 | 1 | X | 5 | 11 | 1 |

1. 勝利：ライン・スタネック（1勝）
2. セーブ：ライアン・プレスリー（1S）
3. 敗戦：ハンセル・ロブレス（1敗）
4. 本塁打
BOS：エンリケ・ヘルナンデス1号ソロ・2号ソロ
HOU：ホセ・アルトゥーベ1号2ラン、カルロス・コレア1号ソロ
5. 審判
［球審］デビッド・ラックリー
［塁審］一塁: ビル・ミラー、二塁: ラス・ディアス、三塁: ダン・アイアソーニャ
［外審］左翼: ジム・ウルフ、右翼: アラン・ポーター
6. 試合開始時刻: 中部夏時間（UTC-5）午後7時9分  試合時間: 4時間7分  観客: 4万534人  気温: 73°F（22.8°C）
詳細: MLB.com Gameday / ESPN.com / Baseball-Reference.com / FanGraphs

| ボストン・レッドソックス | ボストン・レッドソックス | ボストン・レッドソックス | ボストン・レッドソックス | ボストン・レッドソックス | ヒューストン・アストロズ | ヒューストン・アストロズ | ヒューストン・アストロズ | ヒューストン・アストロズ | ヒューストン・アストロズ |
| ------------------------ | ------------------------ | ------------------------ | ------------------------ | --- | ------------------------ | ------------------------ | ------------------------ | ------------------------ | --- |
| 打順                     | 守備                     | 選手                     | 打席                     | C・セールC・バスケスK・シュワー · バーC・アローヨR・デバースX・ボガーツA・ベルドゥーゴE・ヘルナンデスH・レンフローJ・マルティネス | 打順                     | 守備                     | 選手                     | 打席                     | F・バルデスM・マルドナードY・グリエルJ・アルトゥーベA・ブレグマンC・コレアY・アルバレスC・マコーミックK・タッカーM・ブラントリー |
| 1                        | 中                       | E・ヘルナンデス          | 右                       | C・セールC・バスケスK・シュワー · バーC・アローヨR・デバースX・ボガーツA・ベルドゥーゴE・ヘルナンデスH・レンフローJ・マルティネス | 1                        | 二                       | J・アルトゥーベ          | 右                       | F・バルデスM・マルドナードY・グリエルJ・アルトゥーベA・ブレグマンC・コレアY・アルバレスC・マコーミックK・タッカーM・ブラントリー |
| 2                        | 一                       | K・シュワーバー          | 左                       | C・セールC・バスケスK・シュワー · バーC・アローヨR・デバースX・ボガーツA・ベルドゥーゴE・ヘルナンデスH・レンフローJ・マルティネス | 2                        | DH                       | M・ブラントリー          | 左                       | F・バルデスM・マルドナードY・グリエルJ・アルトゥーベA・ブレグマンC・コレアY・アルバレスC・マコーミックK・タッカーM・ブラントリー |
| 3                        | 遊                       | X・ボガーツ              | 右                       | C・セールC・バスケスK・シュワー · バーC・アローヨR・デバースX・ボガーツA・ベルドゥーゴE・ヘルナンデスH・レンフローJ・マルティネス | 3                        | 三                       | A・ブレグマン            | 右                       | F・バルデスM・マルドナードY・グリエルJ・アルトゥーベA・ブレグマンC・コレアY・アルバレスC・マコーミックK・タッカーM・ブラントリー |
| 4                        | 三                       | R・デバース              | 左                       | C・セールC・バスケスK・シュワー · バーC・アローヨR・デバースX・ボガーツA・ベルドゥーゴE・ヘルナンデスH・レンフローJ・マルティネス | 4                        | 左                       | Y・アルバレス            | 左                       | F・バルデスM・マルドナードY・グリエルJ・アルトゥーベA・ブレグマンC・コレアY・アルバレスC・マコーミックK・タッカーM・ブラントリー |
| 5                        | DH                       | J・マルティネス          | 右                       | C・セールC・バスケスK・シュワー · バーC・アローヨR・デバースX・ボガーツA・ベルドゥーゴE・ヘルナンデスH・レンフローJ・マルティネス | 5                        | 遊                       | C・コレア                | 右                       | F・バルデスM・マルドナードY・グリエルJ・アルトゥーベA・ブレグマンC・コレアY・アルバレスC・マコーミックK・タッカーM・ブラントリー |
| 6                        | 右                       | H・レンフロー            | 右                       | C・セールC・バスケスK・シュワー · バーC・アローヨR・デバースX・ボガーツA・ベルドゥーゴE・ヘルナンデスH・レンフローJ・マルティネス | 6                        | 右                       | K・タッカー              | 左                       | F・バルデスM・マルドナードY・グリエルJ・アルトゥーベA・ブレグマンC・コレアY・アルバレスC・マコーミックK・タッカーM・ブラントリー |
| 7                        | 左                       | A・ベルドゥーゴ          | 左                       | C・セールC・バスケスK・シュワー · バーC・アローヨR・デバースX・ボガーツA・ベルドゥーゴE・ヘルナンデスH・レンフローJ・マルティネス | 7                        | 一                       | Y・グリエル              | 右                       | F・バルデスM・マルドナードY・グリエルJ・アルトゥーベA・ブレグマンC・コレアY・アルバレスC・マコーミックK・タッカーM・ブラントリー |
| 8                        | 二                       | C・アローヨ              | 右                       | C・セールC・バスケスK・シュワー · バーC・アローヨR・デバースX・ボガーツA・ベルドゥーゴE・ヘルナンデスH・レンフローJ・マルティネス | 8                        | 中                       | C・マコーミック          | 右                       | F・バルデスM・マルドナードY・グリエルJ・アルトゥーベA・ブレグマンC・コレアY・アルバレスC・マコーミックK・タッカーM・ブラントリー |
| 9                        | 捕                       | C・バスケス              | 右                       | C・セールC・バスケスK・シュワー · バーC・アローヨR・デバースX・ボガーツA・ベルドゥーゴE・ヘルナンデスH・レンフローJ・マルティネス | 9                        | 捕                       | M・マルドナード          | 右                       | F・バルデスM・マルドナードY・グリエルJ・アルトゥーベA・ブレグマンC・コレアY・アルバレスC・マコーミックK・タッカーM・ブラントリー |
| 先発投手                 | 先発投手                 | 先発投手                 | 投球                     | C・セールC・バスケスK・シュワー · バーC・アローヨR・デバースX・ボガーツA・ベルドゥーゴE・ヘルナンデスH・レンフローJ・マルティネス | 先発投手                 | 先発投手                 | 先発投手                 | 投球                     | F・バルデスM・マルドナードY・グリエルJ・アルトゥーベA・ブレグマンC・コレアY・アルバレスC・マコーミックK・タッカーM・ブラントリー |
| C・セール                | C・セール                | C・セール                | 左                       | C・セールC・バスケスK・シュワー · バーC・アローヨR・デバースX・ボガーツA・ベルドゥーゴE・ヘルナンデスH・レンフローJ・マルティネス | F・バルデス              | F・バルデス              | F・バルデス              | 左                       | F・バルデスM・マルドナードY・グリエルJ・アルトゥーベA・ブレグマンC・コレアY・アルバレスC・マコーミックK・タッカーM・ブラントリー |

### 第2戦 10月16日
- ミニッツメイド・パーク（テキサス州ヒューストン）

|                          | 1 | 2 | 3 | 4 | 5 | 6 | 7 | 8 | 9 | R | H  | E |
| ------------------------ | - | - | - | - | - | - | - | - | - | - | -- | - |
| ボストン・レッドソックス | 4 | 4 | 0 | 1 | 0 | 0 | 0 | 0 | 0 | 9 | 11 | 0 |
| ヒューストン・アストロズ | 0 | 0 | 0 | 3 | 0 | 0 | 0 | 0 | 2 | 5 | 8  | 0 |

1. 勝利：ネイサン・イオバルディ（1勝）
2. 敗戦：ルイス・ガルシア（1敗）
3. 本塁打
BOS：J.D.マルティネス1号満塁、ラファエル・デバース1号満塁、エンリケ・ヘルナンデス3号ソロ
HOU：ユリ・グリエル1号ソロ、ジェイソン・カストロ1号ソロ
4. 審判
［球審］ロブ・ドレイク
［塁審］一塁: ラス・ディアス、二塁: ダン・アイアソーニャ、三塁: ジム・ウルフ
［外審］左翼: アラン・ポーター、右翼: デビッド・ラックリー
5. 試合開始時刻: 中部夏時間（UTC-5）午後3時21分  試合時間: 4時間8分  観客: 4万1476人  気温: 70°F（21.1°C）
詳細: MLB.com Gameday / ESPN.com / Baseball-Reference.com / FanGraphs

| ボストン・レッドソックス | ボストン・レッドソックス | ボストン・レッドソックス | ボストン・レッドソックス | ボストン・レッドソックス | ヒューストン・アストロズ | ヒューストン・アストロズ | ヒューストン・アストロズ | ヒューストン・アストロズ | ヒューストン・アストロズ |
| ------------------------ | ------------------------ | ------------------------ | ------------------------ | --- | ------------------------ | ------------------------ | ------------------------ | ------------------------ | --- |
| 打順                     | 守備                     | 選手                     | 打席                     | N・イオバルディK・プラウェッキーK・シュワー · バーC・アローヨR・デバースX・ボガーツA・ベルドゥーゴE・ヘルナンデスH・レンフローJ・マルティネス | 打順                     | 守備                     | 選手                     | 打席                     | L・ガルシアM・マルドナードY・グリエルJ・アルトゥーベA・ブレグマンC・コレアM・ブラントリーC・マコーミックK・タッカーY・アルバレス |
| 1                        | 一                       | K・シュワーバー          | 左                       | N・イオバルディK・プラウェッキーK・シュワー · バーC・アローヨR・デバースX・ボガーツA・ベルドゥーゴE・ヘルナンデスH・レンフローJ・マルティネス | 1                        | 二                       | J・アルトゥーベ          | 右                       | L・ガルシアM・マルドナードY・グリエルJ・アルトゥーベA・ブレグマンC・コレアM・ブラントリーC・マコーミックK・タッカーY・アルバレス |
| 2                        | 中                       | E・ヘルナンデス          | 右                       | N・イオバルディK・プラウェッキーK・シュワー · バーC・アローヨR・デバースX・ボガーツA・ベルドゥーゴE・ヘルナンデスH・レンフローJ・マルティネス | 2                        | 左                       | M・ブラントリー          | 左                       | L・ガルシアM・マルドナードY・グリエルJ・アルトゥーベA・ブレグマンC・コレアM・ブラントリーC・マコーミックK・タッカーY・アルバレス |
| 3                        | 三                       | R・デバース              | 左                       | N・イオバルディK・プラウェッキーK・シュワー · バーC・アローヨR・デバースX・ボガーツA・ベルドゥーゴE・ヘルナンデスH・レンフローJ・マルティネス | 3                        | 三                       | A・ブレグマン            | 右                       | L・ガルシアM・マルドナードY・グリエルJ・アルトゥーベA・ブレグマンC・コレアM・ブラントリーC・マコーミックK・タッカーY・アルバレス |
| 4                        | 遊                       | X・ボガーツ              | 右                       | N・イオバルディK・プラウェッキーK・シュワー · バーC・アローヨR・デバースX・ボガーツA・ベルドゥーゴE・ヘルナンデスH・レンフローJ・マルティネス | 4                        | DH                       | Y・アルバレス            | 左                       | L・ガルシアM・マルドナードY・グリエルJ・アルトゥーベA・ブレグマンC・コレアM・ブラントリーC・マコーミックK・タッカーY・アルバレス |
| 5                        | 左                       | A・ベルドゥーゴ          | 左                       | N・イオバルディK・プラウェッキーK・シュワー · バーC・アローヨR・デバースX・ボガーツA・ベルドゥーゴE・ヘルナンデスH・レンフローJ・マルティネス | 5                        | 遊                       | C・コレア                | 右                       | L・ガルシアM・マルドナードY・グリエルJ・アルトゥーベA・ブレグマンC・コレアM・ブラントリーC・マコーミックK・タッカーY・アルバレス |
| 6                        | DH                       | J・マルティネス          | 右                       | N・イオバルディK・プラウェッキーK・シュワー · バーC・アローヨR・デバースX・ボガーツA・ベルドゥーゴE・ヘルナンデスH・レンフローJ・マルティネス | 6                        | 右                       | K・タッカー              | 左                       | L・ガルシアM・マルドナードY・グリエルJ・アルトゥーベA・ブレグマンC・コレアM・ブラントリーC・マコーミックK・タッカーY・アルバレス |
| 7                        | 右                       | H・レンフロー            | 右                       | N・イオバルディK・プラウェッキーK・シュワー · バーC・アローヨR・デバースX・ボガーツA・ベルドゥーゴE・ヘルナンデスH・レンフローJ・マルティネス | 7                        | 一                       | Y・グリエル              | 右                       | L・ガルシアM・マルドナードY・グリエルJ・アルトゥーベA・ブレグマンC・コレアM・ブラントリーC・マコーミックK・タッカーY・アルバレス |
| 8                        | 捕                       | K・プラウェッキー        | 右                       | N・イオバルディK・プラウェッキーK・シュワー · バーC・アローヨR・デバースX・ボガーツA・ベルドゥーゴE・ヘルナンデスH・レンフローJ・マルティネス | 8                        | 中                       | C・マコーミック          | 右                       | L・ガルシアM・マルドナードY・グリエルJ・アルトゥーベA・ブレグマンC・コレアM・ブラントリーC・マコーミックK・タッカーY・アルバレス |
| 9                        | 二                       | C・アローヨ              | 右                       | N・イオバルディK・プラウェッキーK・シュワー · バーC・アローヨR・デバースX・ボガーツA・ベルドゥーゴE・ヘルナンデスH・レンフローJ・マルティネス | 9                        | 捕                       | M・マルドナード          | 右                       | L・ガルシアM・マルドナードY・グリエルJ・アルトゥーベA・ブレグマンC・コレアM・ブラントリーC・マコーミックK・タッカーY・アルバレス |
| 先発投手                 | 先発投手                 | 先発投手                 | 投球                     | N・イオバルディK・プラウェッキーK・シュワー · バーC・アローヨR・デバースX・ボガーツA・ベルドゥーゴE・ヘルナンデスH・レンフローJ・マルティネス | 先発投手                 | 先発投手                 | 先発投手                 | 投球                     | L・ガルシアM・マルドナードY・グリエルJ・アルトゥーベA・ブレグマンC・コレアM・ブラントリーC・マコーミックK・タッカーY・アルバレス |
| N・イオバルディ          | N・イオバルディ          | N・イオバルディ          | 右                       | N・イオバルディK・プラウェッキーK・シュワー · バーC・アローヨR・デバースX・ボガーツA・ベルドゥーゴE・ヘルナンデスH・レンフローJ・マルティネス | L・ガルシア              | L・ガルシア              | L・ガルシア              | 右                       | L・ガルシアM・マルドナードY・グリエルJ・アルトゥーベA・ブレグマンC・コレアM・ブラントリーC・マコーミックK・タッカーY・アルバレス |

### 第3戦 10月18日
- フェンウェイ・パーク（マサチューセッツ州ボストン）

|                          | 1 | 2 | 3 | 4 | 5 | 6 | 7 | 8 | 9 | R  | H  | E |
| ------------------------ | - | - | - | - | - | - | - | - | - | -- | -- | - |
| ヒューストン・アストロズ | 0 | 0 | 0 | 3 | 0 | 0 | 0 | 0 | 0 | 3  | 5  | 2 |
| ボストン・レッドソックス | 0 | 6 | 3 | 0 | 0 | 2 | 0 | 1 | X | 12 | 11 | 0 |

1. 勝利：エドゥアルド・ロドリゲス（1勝）
2. 敗戦：ホセ・ウルキディ（1敗）
3. 本塁打
HOU：カイル・タッカー1号3ラン
BOS：カイル・シュワーバー1号満塁、クリスチャン・アローヨ1号2ラン、J.D.マルティネス2号2ラン、ラファエル・デバース2号ソロ
4. 審判
［球審］ビル・ミラー
［塁審］一塁: ダン・アイアソーニャ、二塁: ジム・ウルフ、三塁: アラン・ポーター
［外審］左翼: デビッド・ラックリー、右翼: ロブ・ドレイク
5. 試合開始時刻: 東部夏時間（UTC-4）午後8時9分  試合時間: 3時間16分  観客: 3万7603人  気温: 54°F（12.2°C）
詳細: MLB.com Gameday / ESPN.com / Baseball-Reference.com / FanGraphs

| ヒューストン・アストロズ | ヒューストン・アストロズ | ヒューストン・アストロズ | ヒューストン・アストロズ | ヒューストン・アストロズ                                                                                                   | ボストン・レッドソックス | ボストン・レッドソックス | ボストン・レッドソックス | ボストン・レッドソックス | ボストン・レッドソックス |
| ------------------------ | ------------------------ | ------------------------ | ------------------------ | --- | ------------------------ | ------------------------ | ------------------------ | ------------------------ | --- |
| 打順                     | 守備                     | 選手                     | 打席                     | J・ウルキディM・マルドナードY・グリエルJ・アルトゥーベA・ブレグマンC・コレアM・ブラントリーJ・シリK・タッカーY・アルバレス | 打順                     | 守備                     | 選手                     | 打席                     | E・ロドリゲスC・バスケスK・シュワー · バーC・アローヨR・デバースX・ボガーツA・ベルドゥーゴE・ヘルナンデスH・レンフローJ・マルティネス |
| 1                        | 二                       | J・アルトゥーベ          | 右                       | J・ウルキディM・マルドナードY・グリエルJ・アルトゥーベA・ブレグマンC・コレアM・ブラントリーJ・シリK・タッカーY・アルバレス | 1                        | 一                       | K・シュワーバー          | 左                       | E・ロドリゲスC・バスケスK・シュワー · バーC・アローヨR・デバースX・ボガーツA・ベルドゥーゴE・ヘルナンデスH・レンフローJ・マルティネス |
| 2                        | 左                       | M・ブラントリー          | 左                       | J・ウルキディM・マルドナードY・グリエルJ・アルトゥーベA・ブレグマンC・コレアM・ブラントリーJ・シリK・タッカーY・アルバレス | 2                        | 中                       | E・ヘルナンデス          | 右                       | E・ロドリゲスC・バスケスK・シュワー · バーC・アローヨR・デバースX・ボガーツA・ベルドゥーゴE・ヘルナンデスH・レンフローJ・マルティネス |
| 3                        | 三                       | A・ブレグマン            | 右                       | J・ウルキディM・マルドナードY・グリエルJ・アルトゥーベA・ブレグマンC・コレアM・ブラントリーJ・シリK・タッカーY・アルバレス | 3                        | 三                       | R・デバース              | 左                       | E・ロドリゲスC・バスケスK・シュワー · バーC・アローヨR・デバースX・ボガーツA・ベルドゥーゴE・ヘルナンデスH・レンフローJ・マルティネス |
| 4                        | DH                       | Y・アルバレス            | 左                       | J・ウルキディM・マルドナードY・グリエルJ・アルトゥーベA・ブレグマンC・コレアM・ブラントリーJ・シリK・タッカーY・アルバレス | 4                        | 遊                       | X・ボガーツ              | 右                       | E・ロドリゲスC・バスケスK・シュワー · バーC・アローヨR・デバースX・ボガーツA・ベルドゥーゴE・ヘルナンデスH・レンフローJ・マルティネス |
| 5                        | 遊                       | C・コレア                | 右                       | J・ウルキディM・マルドナードY・グリエルJ・アルトゥーベA・ブレグマンC・コレアM・ブラントリーJ・シリK・タッカーY・アルバレス | 5                        | 左                       | A・ベルドゥーゴ          | 左                       | E・ロドリゲスC・バスケスK・シュワー · バーC・アローヨR・デバースX・ボガーツA・ベルドゥーゴE・ヘルナンデスH・レンフローJ・マルティネス |
| 6                        | 右                       | K・タッカー              | 左                       | J・ウルキディM・マルドナードY・グリエルJ・アルトゥーベA・ブレグマンC・コレアM・ブラントリーJ・シリK・タッカーY・アルバレス | 6                        | DH                       | J・マルティネス          | 右                       | E・ロドリゲスC・バスケスK・シュワー · バーC・アローヨR・デバースX・ボガーツA・ベルドゥーゴE・ヘルナンデスH・レンフローJ・マルティネス |
| 7                        | 一                       | Y・グリエル              | 右                       | J・ウルキディM・マルドナードY・グリエルJ・アルトゥーベA・ブレグマンC・コレアM・ブラントリーJ・シリK・タッカーY・アルバレス | 7                        | 右                       | H・レンフロー            | 右                       | E・ロドリゲスC・バスケスK・シュワー · バーC・アローヨR・デバースX・ボガーツA・ベルドゥーゴE・ヘルナンデスH・レンフローJ・マルティネス |
| 8                        | 中                       | J・シリ                  | 右                       | J・ウルキディM・マルドナードY・グリエルJ・アルトゥーベA・ブレグマンC・コレアM・ブラントリーJ・シリK・タッカーY・アルバレス | 8                        | 捕                       | C・バスケス              | 右                       | E・ロドリゲスC・バスケスK・シュワー · バーC・アローヨR・デバースX・ボガーツA・ベルドゥーゴE・ヘルナンデスH・レンフローJ・マルティネス |
| 9                        | 捕                       | M・マルドナード          | 右                       | J・ウルキディM・マルドナードY・グリエルJ・アルトゥーベA・ブレグマンC・コレアM・ブラントリーJ・シリK・タッカーY・アルバレス | 9                        | 二                       | C・アローヨ              | 右                       | E・ロドリゲスC・バスケスK・シュワー · バーC・アローヨR・デバースX・ボガーツA・ベルドゥーゴE・ヘルナンデスH・レンフローJ・マルティネス |
| 先発投手                 | 先発投手                 | 先発投手                 | 投球                     | J・ウルキディM・マルドナードY・グリエルJ・アルトゥーベA・ブレグマンC・コレアM・ブラントリーJ・シリK・タッカーY・アルバレス | 先発投手                 | 先発投手                 | 先発投手                 | 投球                     | E・ロドリゲスC・バスケスK・シュワー · バーC・アローヨR・デバースX・ボガーツA・ベルドゥーゴE・ヘルナンデスH・レンフローJ・マルティネス |
| J・ウルキディ            | J・ウルキディ            | J・ウルキディ            | 右                       | J・ウルキディM・マルドナードY・グリエルJ・アルトゥーベA・ブレグマンC・コレアM・ブラントリーJ・シリK・タッカーY・アルバレス | E・ロドリゲス            | E・ロドリゲス            | E・ロドリゲス            | 左                       | E・ロドリゲスC・バスケスK・シュワー · バーC・アローヨR・デバースX・ボガーツA・ベルドゥーゴE・ヘルナンデスH・レンフローJ・マルティネス |

### 第4戦 10月19日
- フェンウェイ・パーク（マサチューセッツ州ボストン）

|                          | 1 | 2 | 3 | 4 | 5 | 6 | 7 | 8 | 9 | R | H  | E |
| ------------------------ | - | - | - | - | - | - | - | - | - | - | -- | - |
| ヒューストン・アストロズ | 1 | 0 | 0 | 0 | 0 | 0 | 0 | 1 | 7 | 9 | 12 | 1 |
| ボストン・レッドソックス | 2 | 0 | 0 | 0 | 0 | 0 | 0 | 0 | 0 | 2 | 5  | 2 |

1. 勝利：ケンドール・グレーブマン（1勝）
2. 敗戦：ネイサン・イオバルディ（1勝1敗）
3. 本塁打
HOU：アレックス・ブレグマン1号ソロ、ホセ・アルトゥーベ2号ソロ
BOS：ザンダー・ボガーツ1号2ラン
4. 審判
［球審］ラス・ディアス
［塁審］一塁: ジム・ウルフ、二塁: アラン・ポーター、三塁: デビッド・ラックリー
［外審］左翼: ロブ・ドレイク、右翼: ビル・ミラー
5. 試合開始時刻: 東部夏時間（UTC-4）午後8時8分  試合時間: 4時間4分  観客: 3万8010人  気温: 59°F（15°C）
詳細: MLB.com Gameday / ESPN.com / Baseball-Reference.com / FanGraphs

| ヒューストン・アストロズ | ヒューストン・アストロズ | ヒューストン・アストロズ | ヒューストン・アストロズ | ヒューストン・アストロズ | ボストン・レッドソックス | ボストン・レッドソックス | ボストン・レッドソックス | ボストン・レッドソックス | ボストン・レッドソックス |
| ------------------------ | ------------------------ | ------------------------ | ------------------------ | --- | ------------------------ | ------------------------ | ------------------------ | ------------------------ | --- |
| 打順                     | 守備                     | 選手                     | 打席                     | Z・グレインキーM・マルドナードY・グリエルJ・アルトゥーベA・ブレグマンC・コレアM・ブラントリーC・マコーミックK・タッカーY・アルバレス | 打順                     | 守備                     | 選手                     | 打席                     | N・ピベッタC・バスケスK・シュワー · バーC・アローヨR・デバースX・ボガーツA・ベルドゥーゴE・ヘルナンデスH・レンフローJ・マルティネス |
| 1                        | 二                       | J・アルトゥーベ          | 右                       | Z・グレインキーM・マルドナードY・グリエルJ・アルトゥーベA・ブレグマンC・コレアM・ブラントリーC・マコーミックK・タッカーY・アルバレス | 1                        | 一                       | K・シュワーバー          | 左                       | N・ピベッタC・バスケスK・シュワー · バーC・アローヨR・デバースX・ボガーツA・ベルドゥーゴE・ヘルナンデスH・レンフローJ・マルティネス |
| 2                        | 左                       | M・ブラントリー          | 左                       | Z・グレインキーM・マルドナードY・グリエルJ・アルトゥーベA・ブレグマンC・コレアM・ブラントリーC・マコーミックK・タッカーY・アルバレス | 2                        | 中                       | E・ヘルナンデス          | 右                       | N・ピベッタC・バスケスK・シュワー · バーC・アローヨR・デバースX・ボガーツA・ベルドゥーゴE・ヘルナンデスH・レンフローJ・マルティネス |
| 3                        | 三                       | A・ブレグマン            | 右                       | Z・グレインキーM・マルドナードY・グリエルJ・アルトゥーベA・ブレグマンC・コレアM・ブラントリーC・マコーミックK・タッカーY・アルバレス | 3                        | 三                       | R・デバース              | 左                       | N・ピベッタC・バスケスK・シュワー · バーC・アローヨR・デバースX・ボガーツA・ベルドゥーゴE・ヘルナンデスH・レンフローJ・マルティネス |
| 4                        | DH                       | Y・アルバレス            | 左                       | Z・グレインキーM・マルドナードY・グリエルJ・アルトゥーベA・ブレグマンC・コレアM・ブラントリーC・マコーミックK・タッカーY・アルバレス | 4                        | 遊                       | X・ボガーツ              | 右                       | N・ピベッタC・バスケスK・シュワー · バーC・アローヨR・デバースX・ボガーツA・ベルドゥーゴE・ヘルナンデスH・レンフローJ・マルティネス |
| 5                        | 遊                       | C・コレア                | 右                       | Z・グレインキーM・マルドナードY・グリエルJ・アルトゥーベA・ブレグマンC・コレアM・ブラントリーC・マコーミックK・タッカーY・アルバレス | 5                        | 左                       | A・ベルドゥーゴ          | 左                       | N・ピベッタC・バスケスK・シュワー · バーC・アローヨR・デバースX・ボガーツA・ベルドゥーゴE・ヘルナンデスH・レンフローJ・マルティネス |
| 6                        | 右                       | K・タッカー              | 左                       | Z・グレインキーM・マルドナードY・グリエルJ・アルトゥーベA・ブレグマンC・コレアM・ブラントリーC・マコーミックK・タッカーY・アルバレス | 6                        | DH                       | J・マルティネス          | 右                       | N・ピベッタC・バスケスK・シュワー · バーC・アローヨR・デバースX・ボガーツA・ベルドゥーゴE・ヘルナンデスH・レンフローJ・マルティネス |
| 7                        | 一                       | Y・グリエル              | 右                       | Z・グレインキーM・マルドナードY・グリエルJ・アルトゥーベA・ブレグマンC・コレアM・ブラントリーC・マコーミックK・タッカーY・アルバレス | 7                        | 右                       | H・レンフロー            | 右                       | N・ピベッタC・バスケスK・シュワー · バーC・アローヨR・デバースX・ボガーツA・ベルドゥーゴE・ヘルナンデスH・レンフローJ・マルティネス |
| 8                        | 中                       | C・マコーミック          | 右                       | Z・グレインキーM・マルドナードY・グリエルJ・アルトゥーベA・ブレグマンC・コレアM・ブラントリーC・マコーミックK・タッカーY・アルバレス | 8                        | 捕                       | C・バスケス              | 右                       | N・ピベッタC・バスケスK・シュワー · バーC・アローヨR・デバースX・ボガーツA・ベルドゥーゴE・ヘルナンデスH・レンフローJ・マルティネス |
| 9                        | 捕                       | M・マルドナード          | 右                       | Z・グレインキーM・マルドナードY・グリエルJ・アルトゥーベA・ブレグマンC・コレアM・ブラントリーC・マコーミックK・タッカーY・アルバレス | 9                        | 二                       | C・アローヨ              | 右                       | N・ピベッタC・バスケスK・シュワー · バーC・アローヨR・デバースX・ボガーツA・ベルドゥーゴE・ヘルナンデスH・レンフローJ・マルティネス |
| 先発投手                 | 先発投手                 | 先発投手                 | 投球                     | Z・グレインキーM・マルドナードY・グリエルJ・アルトゥーベA・ブレグマンC・コレアM・ブラントリーC・マコーミックK・タッカーY・アルバレス | 先発投手                 | 先発投手                 | 先発投手                 | 投球                     | N・ピベッタC・バスケスK・シュワー · バーC・アローヨR・デバースX・ボガーツA・ベルドゥーゴE・ヘルナンデスH・レンフローJ・マルティネス |
| Z・グレインキー          | Z・グレインキー          | Z・グレインキー          | 右                       | Z・グレインキーM・マルドナードY・グリエルJ・アルトゥーベA・ブレグマンC・コレアM・ブラントリーC・マコーミックK・タッカーY・アルバレス | N・ピベッタ              | N・ピベッタ              | N・ピベッタ              | 右                       | N・ピベッタC・バスケスK・シュワー · バーC・アローヨR・デバースX・ボガーツA・ベルドゥーゴE・ヘルナンデスH・レンフローJ・マルティネス |

### 第5戦 10月20日
- フェンウェイ・パーク（マサチューセッツ州ボストン）

|                          | 1 | 2 | 3 | 4 | 5 | 6 | 7 | 8 | 9 | R | H  | E |
| ------------------------ | - | - | - | - | - | - | - | - | - | - | -- | - |
| ヒューストン・アストロズ | 0 | 1 | 0 | 0 | 0 | 5 | 1 | 0 | 2 | 9 | 11 | 0 |
| ボストン・レッドソックス | 0 | 0 | 0 | 0 | 0 | 0 | 1 | 0 | 0 | 1 | 3  | 2 |

1. 勝利：フランバー・バルデス（1勝）
2. 敗戦：クリス・セール（1敗）
3. 本塁打
HOU：ヨルダン・アルバレス1号ソロ
BOS：ラファエル・デバース3号ソロ
4. 審判
［球審］ダン・アイアソーニャ
［塁審］一塁: アラン・ポーター、二塁: デビッド・ラックリー、三塁: ロブ・ドレイク
［外審］左翼: ビル・ミラー、右翼: ラス・ディアス
5. 試合開始時刻: 東部夏時間（UTC-4）午後5時10分  試合時間: 3時間32分  観客: 3万7599人  気温: 65°F（18.3°C）
詳細: MLB.com Gameday / ESPN.com / Baseball-Reference.com / FanGraphs

| ヒューストン・アストロズ | ヒューストン・アストロズ | ヒューストン・アストロズ | ヒューストン・アストロズ | ヒューストン・アストロズ                                                                                                 | ボストン・レッドソックス | ボストン・レッドソックス | ボストン・レッドソックス | ボストン・レッドソックス | ボストン・レッドソックス |
| ------------------------ | ------------------------ | ------------------------ | ------------------------ | --- | ------------------------ | ------------------------ | ------------------------ | ------------------------ | --- |
| 打順                     | 守備                     | 選手                     | 打席                     | F・バルデスM・マルドナードY・グリエルJ・アルトゥーベA・ブレグマンC・コレアM・ブラントリーJ・シリK・タッカーY・アルバレス | 打順                     | 守備                     | 選手                     | 打席                     | C・セールC・バスケスK・シュワー · バーC・アローヨR・デバースX・ボガーツA・ベルドゥーゴE・ヘルナンデスH・レンフローJ・マルティネス |
| 1                        | 二                       | J・アルトゥーベ          | 右                       | F・バルデスM・マルドナードY・グリエルJ・アルトゥーベA・ブレグマンC・コレアM・ブラントリーJ・シリK・タッカーY・アルバレス | 1                        | 中                       | E・ヘルナンデス          | 右                       | C・セールC・バスケスK・シュワー · バーC・アローヨR・デバースX・ボガーツA・ベルドゥーゴE・ヘルナンデスH・レンフローJ・マルティネス |
| 2                        | 左                       | M・ブラントリー          | 左                       | F・バルデスM・マルドナードY・グリエルJ・アルトゥーベA・ブレグマンC・コレアM・ブラントリーJ・シリK・タッカーY・アルバレス | 2                        | 一                       | K・シュワーバー          | 左                       | C・セールC・バスケスK・シュワー · バーC・アローヨR・デバースX・ボガーツA・ベルドゥーゴE・ヘルナンデスH・レンフローJ・マルティネス |
| 3                        | 三                       | A・ブレグマン            | 右                       | F・バルデスM・マルドナードY・グリエルJ・アルトゥーベA・ブレグマンC・コレアM・ブラントリーJ・シリK・タッカーY・アルバレス | 3                        | 遊                       | X・ボガーツ              | 右                       | C・セールC・バスケスK・シュワー · バーC・アローヨR・デバースX・ボガーツA・ベルドゥーゴE・ヘルナンデスH・レンフローJ・マルティネス |
| 4                        | DH                       | Y・アルバレス            | 左                       | F・バルデスM・マルドナードY・グリエルJ・アルトゥーベA・ブレグマンC・コレアM・ブラントリーJ・シリK・タッカーY・アルバレス | 4                        | 三                       | R・デバース              | 左                       | C・セールC・バスケスK・シュワー · バーC・アローヨR・デバースX・ボガーツA・ベルドゥーゴE・ヘルナンデスH・レンフローJ・マルティネス |
| 5                        | 遊                       | C・コレア                | 右                       | F・バルデスM・マルドナードY・グリエルJ・アルトゥーベA・ブレグマンC・コレアM・ブラントリーJ・シリK・タッカーY・アルバレス | 5                        | DH                       | J・マルティネス          | 右                       | C・セールC・バスケスK・シュワー · バーC・アローヨR・デバースX・ボガーツA・ベルドゥーゴE・ヘルナンデスH・レンフローJ・マルティネス |
| 6                        | 右                       | K・タッカー              | 左                       | F・バルデスM・マルドナードY・グリエルJ・アルトゥーベA・ブレグマンC・コレアM・ブラントリーJ・シリK・タッカーY・アルバレス | 6                        | 右                       | H・レンフロー            | 右                       | C・セールC・バスケスK・シュワー · バーC・アローヨR・デバースX・ボガーツA・ベルドゥーゴE・ヘルナンデスH・レンフローJ・マルティネス |
| 7                        | 一                       | Y・グリエル              | 右                       | F・バルデスM・マルドナードY・グリエルJ・アルトゥーベA・ブレグマンC・コレアM・ブラントリーJ・シリK・タッカーY・アルバレス | 7                        | 左                       | A・ベルドゥーゴ          | 左                       | C・セールC・バスケスK・シュワー · バーC・アローヨR・デバースX・ボガーツA・ベルドゥーゴE・ヘルナンデスH・レンフローJ・マルティネス |
| 8                        | 中                       | J・シリ                  | 右                       | F・バルデスM・マルドナードY・グリエルJ・アルトゥーベA・ブレグマンC・コレアM・ブラントリーJ・シリK・タッカーY・アルバレス | 8                        | 二                       | C・アローヨ              | 右                       | C・セールC・バスケスK・シュワー · バーC・アローヨR・デバースX・ボガーツA・ベルドゥーゴE・ヘルナンデスH・レンフローJ・マルティネス |
| 9                        | 捕                       | M・マルドナード          | 右                       | F・バルデスM・マルドナードY・グリエルJ・アルトゥーベA・ブレグマンC・コレアM・ブラントリーJ・シリK・タッカーY・アルバレス | 9                        | 捕                       | C・バスケス              | 右                       | C・セールC・バスケスK・シュワー · バーC・アローヨR・デバースX・ボガーツA・ベルドゥーゴE・ヘルナンデスH・レンフローJ・マルティネス |
| 先発投手                 | 先発投手                 | 先発投手                 | 投球                     | F・バルデスM・マルドナードY・グリエルJ・アルトゥーベA・ブレグマンC・コレアM・ブラントリーJ・シリK・タッカーY・アルバレス | 先発投手                 | 先発投手                 | 先発投手                 | 投球                     | C・セールC・バスケスK・シュワー · バーC・アローヨR・デバースX・ボガーツA・ベルドゥーゴE・ヘルナンデスH・レンフローJ・マルティネス |
| F・バルデス              | F・バルデス              | F・バルデス              | 左                       | F・バルデスM・マルドナードY・グリエルJ・アルトゥーベA・ブレグマンC・コレアM・ブラントリーJ・シリK・タッカーY・アルバレス | C・セール                | C・セール                | C・セール                | 左                       | C・セールC・バスケスK・シュワー · バーC・アローヨR・デバースX・ボガーツA・ベルドゥーゴE・ヘルナンデスH・レンフローJ・マルティネス |

### 第6戦 10月22日
- ミニッツメイド・パーク（テキサス州ヒューストン）

|                          | 1 | 2 | 3 | 4 | 5 | 6 | 7 | 8 | 9 | R | H  | E |
| ------------------------ | - | - | - | - | - | - | - | - | - | - | -- | - |
| ボストン・レッドソックス | 0 | 0 | 0 | 0 | 0 | 0 | 0 | 0 | 0 | 0 | 2  | 0 |
| ヒューストン・アストロズ | 1 | 0 | 0 | 0 | 0 | 1 | 0 | 3 | X | 5 | 10 | 0 |

1. 勝利：ルイス・ガルシア（1勝1敗）
2. 敗戦：ネイサン・イオバルディ（1勝2敗）
3. 本塁打
HOU：カイル・タッカー2号3ラン
4. 審判
［球審］ジム・ウルフ
［塁審］一塁: デビッド・ラックリー、二塁: ロブ・ドレイク、三塁: ビル・ミラー
［外審］左翼: ラス・ディアス、右翼: ダン・アイアソーニャ
5. 試合開始時刻: 中部夏時間（UTC-5）午後7時9分  試合時間: 3時間28分  観客: 4万2718人  気温: 73°F（22.8°C）
詳細: MLB.com Gameday / ESPN.com / Baseball-Reference.com / FanGraphs

| ボストン・レッドソックス | ボストン・レッドソックス | ボストン・レッドソックス | ボストン・レッドソックス | ボストン・レッドソックス | ヒューストン・アストロズ | ヒューストン・アストロズ | ヒューストン・アストロズ | ヒューストン・アストロズ | ヒューストン・アストロズ |
| ------------------------ | ------------------------ | ------------------------ | ------------------------ | --- | ------------------------ | ------------------------ | ------------------------ | ------------------------ | --- |
| 打順                     | 守備                     | 選手                     | 打席                     | N・イオバルディK・プラウェッキーK・シュワー · バーC・アローヨR・デバースX・ボガーツA・ベルドゥーゴE・ヘルナンデスH・レンフローJ・マルティネス | 打順                     | 守備                     | 選手                     | 打席                     | L・ガルシアM・マルドナードY・グリエルJ・アルトゥーベA・ブレグマンC・コレアM・ブラントリーC・マコーミックK・タッカーY・アルバレス |
| 1                        | 一                       | K・シュワーバー          | 左                       | N・イオバルディK・プラウェッキーK・シュワー · バーC・アローヨR・デバースX・ボガーツA・ベルドゥーゴE・ヘルナンデスH・レンフローJ・マルティネス | 1                        | 二                       | J・アルトゥーベ          | 右                       | L・ガルシアM・マルドナードY・グリエルJ・アルトゥーベA・ブレグマンC・コレアM・ブラントリーC・マコーミックK・タッカーY・アルバレス |
| 2                        | 中                       | E・ヘルナンデス          | 右                       | N・イオバルディK・プラウェッキーK・シュワー · バーC・アローヨR・デバースX・ボガーツA・ベルドゥーゴE・ヘルナンデスH・レンフローJ・マルティネス | 2                        | 左                       | M・ブラントリー          | 左                       | L・ガルシアM・マルドナードY・グリエルJ・アルトゥーベA・ブレグマンC・コレアM・ブラントリーC・マコーミックK・タッカーY・アルバレス |
| 3                        | 三                       | R・デバース              | 左                       | N・イオバルディK・プラウェッキーK・シュワー · バーC・アローヨR・デバースX・ボガーツA・ベルドゥーゴE・ヘルナンデスH・レンフローJ・マルティネス | 3                        | 三                       | A・ブレグマン            | 右                       | L・ガルシアM・マルドナードY・グリエルJ・アルトゥーベA・ブレグマンC・コレアM・ブラントリーC・マコーミックK・タッカーY・アルバレス |
| 4                        | 遊                       | X・ボガーツ              | 右                       | N・イオバルディK・プラウェッキーK・シュワー · バーC・アローヨR・デバースX・ボガーツA・ベルドゥーゴE・ヘルナンデスH・レンフローJ・マルティネス | 4                        | DH                       | Y・アルバレス            | 左                       | L・ガルシアM・マルドナードY・グリエルJ・アルトゥーベA・ブレグマンC・コレアM・ブラントリーC・マコーミックK・タッカーY・アルバレス |
| 5                        | DH                       | J・マルティネス          | 右                       | N・イオバルディK・プラウェッキーK・シュワー · バーC・アローヨR・デバースX・ボガーツA・ベルドゥーゴE・ヘルナンデスH・レンフローJ・マルティネス | 5                        | 遊                       | C・コレア                | 右                       | L・ガルシアM・マルドナードY・グリエルJ・アルトゥーベA・ブレグマンC・コレアM・ブラントリーC・マコーミックK・タッカーY・アルバレス |
| 6                        | 左                       | A・ベルドゥーゴ          | 左                       | N・イオバルディK・プラウェッキーK・シュワー · バーC・アローヨR・デバースX・ボガーツA・ベルドゥーゴE・ヘルナンデスH・レンフローJ・マルティネス | 6                        | 右                       | K・タッカー              | 左                       | L・ガルシアM・マルドナードY・グリエルJ・アルトゥーベA・ブレグマンC・コレアM・ブラントリーC・マコーミックK・タッカーY・アルバレス |
| 7                        | 二                       | C・アローヨ              | 右                       | N・イオバルディK・プラウェッキーK・シュワー · バーC・アローヨR・デバースX・ボガーツA・ベルドゥーゴE・ヘルナンデスH・レンフローJ・マルティネス | 7                        | 一                       | Y・グリエル              | 右                       | L・ガルシアM・マルドナードY・グリエルJ・アルトゥーベA・ブレグマンC・コレアM・ブラントリーC・マコーミックK・タッカーY・アルバレス |
| 8                        | 右                       | H・レンフロー            | 右                       | N・イオバルディK・プラウェッキーK・シュワー · バーC・アローヨR・デバースX・ボガーツA・ベルドゥーゴE・ヘルナンデスH・レンフローJ・マルティネス | 8                        | 中                       | C・マコーミック          | 右                       | L・ガルシアM・マルドナードY・グリエルJ・アルトゥーベA・ブレグマンC・コレアM・ブラントリーC・マコーミックK・タッカーY・アルバレス |
| 9                        | 捕                       | K・プラウェッキー        | 右                       | N・イオバルディK・プラウェッキーK・シュワー · バーC・アローヨR・デバースX・ボガーツA・ベルドゥーゴE・ヘルナンデスH・レンフローJ・マルティネス | 9                        | 捕                       | M・マルドナード          | 右                       | L・ガルシアM・マルドナードY・グリエルJ・アルトゥーベA・ブレグマンC・コレアM・ブラントリーC・マコーミックK・タッカーY・アルバレス |
| 先発投手                 | 先発投手                 | 先発投手                 | 投球                     | N・イオバルディK・プラウェッキーK・シュワー · バーC・アローヨR・デバースX・ボガーツA・ベルドゥーゴE・ヘルナンデスH・レンフローJ・マルティネス | 先発投手                 | 先発投手                 | 先発投手                 | 投球                     | L・ガルシアM・マルドナードY・グリエルJ・アルトゥーベA・ブレグマンC・コレアM・ブラントリーC・マコーミックK・タッカーY・アルバレス |
| N・イオバルディ          | N・イオバルディ          | N・イオバルディ          | 右                       | N・イオバルディK・プラウェッキーK・シュワー · バーC・アローヨR・デバースX・ボガーツA・ベルドゥーゴE・ヘルナンデスH・レンフローJ・マルティネス | L・ガルシア              | L・ガルシア              | L・ガルシア              | 右                       | L・ガルシアM・マルドナードY・グリエルJ・アルトゥーベA・ブレグマンC・コレアM・ブラントリーC・マコーミックK・タッカーY・アルバレス |